# Aerva
Aerva is een geslacht uit de amarantenfamilie (Amaranthaceae). Aerva-soorten komen voor in de palaeotropen, dus overal in continentaal Afrika, op Madagaskar en kleinere eilanden (Rodrigues, Mauritius, Socotra) en in delen van het Midden-Oosten en India.

## Enkele soorten
- Aerva javanica (Burm.f.) Juss. ex Schult.
- Aerva madagassica Suess.
- Aerva radicans Mart.
- Aerva sericea Moq.
- Aerva villosa Moq.
- Aerva wightii Hook.f.

... · 
Achyranthes · 
Aerva ·
Alternanthera ·
Amaranthus (Amarant) · 
Atriplex (Melde) · 
Axyris · 
Bassia (Zoutkruid) · 
Beta (Biet) · 
Blitum (Spiesganzenvoet) · 
Celosia · 
Chenopodium (Ganzenvoet) · 
Corispermum (Vlieszaad) · 
Dysphania · 
Halimione (Zoutmelde) · 
Halocnemum · 
Halothamnus · 
Haloxylon · 
Kochia · 
Krascheninnikovia · 
Polycnemum (Knarkruid) · 
Patellifolia · 
Ptilotus · 
Pupalia ·
Salicornia (Zeekraal) · 
Salsola (Loogkruid) · 
Spinacia · 
Suaeda · 
Traganum · 
...